# Gali(III) oxide
Gali(III) Oxide là một hợp chất vô cơ với công thức hóa học Ga2O3. Nó tồn tại dưới nhiều dạng, tất cả chúng đều có màu trắng, các chất rắn không tan trong nước. Các vật liệu này được sử dụng trong các thiết bị bán dẫn và vật liệu xốp.

## Điều chế
Gali(III) Oxide được kết tủa dưới dạng hydrat hóa khi trung hoà dung dịch axit hoặc base của muối gali. Ngoài ra, nó được hình thành khi nung gali trong không khí hoặc bằng cách phân hủy nhiệt gali(III) nitrat ở nhiệt độ 200–250 ℃. Nó có thể xuất hiện ở năm dạng khác nhau, α, β, γ, δ, và ε. Trong những dạng này, β-Ga2O3 là dạng ổn định nhất.
- β-Ga2O3 được điều chế bằng cách nung nitrat, acetat, oxalat hoặc các chất dẫn xuất hữu cơ khác ở nhiệt độ trên 1000 ℃.
- α-Ga2O3 có thể thu được bằng cách nung nóng β-Ga2O3 ở áp suất 65 kbar và nhiệt độ 1100 ℃. Hình thức hydrat có thể được điều chế bằng cách phân huỷ kết tủa và gali(III) hydroxide ("già") ở nhiệt độ 500 ℃.
- γ-Ga2O3 được điều chế bằng cách làm nóng nhanh hydroxide ở nhiệt độ 400–500 ℃. Một dạng tinh thể khác của đa hình này có thể được điều chế trực tiếp từ kim loại gali bằng tổng hợp solverothermal[9]
- δ-Ga2O3 thu được bằng cách nung Ga(NO3)3 ở nhiệt độ 250 ℃.
- ε-Ga2O3 được điều chế bằng cách nung nóng δ-Ga2O3 ở nhiệt độ 550 ℃.[8]

## Phản ứng
Gali(III) Oxide là amphoteric. Nó phản ứng với các Oxide kim loại kiềm ở nhiệt độ cao ví dụ như NaGaO2, và MgO, ZnO, CoO, NiO, CuO tạo thành các spinel, ví dụ: MgGa2O4. Nó hòa tan trong kiềm mạnh để tạo thành một dung dịch của ion galat, Ga(OH)−
4.
Nó tác dụng với HCl rạo ra gali(III) chloride – GaCl3.
Ga2O3 + 6 HCl → 2 GaCl3 + 3 H2O
Nó bị khử bởi hydro. hoặc chính kim loại gali
Ga2O3 + 2H2 → Ga2O + 2H2O
Ga2O3 + 4Ga → 3Ga2O

## Cấu trúc
β-Ga2O3nóng chảy ở nhiệt độ 1900 ℃, là tinh thể ổn định nhất. Các ion Oxide trong một khối khép kín, và các ion gali(III) chiếm ở vị trí tứ diện và bát diện, với các khoảng cách liên kết Ga–O lần lượt là 1,83 và 2,00 Å. α-Ga2O3 có cùng cấu trúc (corundum) như α-Al2O3.
γ-Ga2O3 có cấu trúc spinel biến dạng tương tự như γ-Al2O3.

## Tiềm năng ứng dụng
Gali(III) Oxide đã được nghiên cứu trong việc sử dụng laser, phosphor và vật liệu phát quang. Nó cũng đã được sử dụng như là một rào cản cách điện trong các nút giao thông. β-Ga2O3 đơn thể được sử dụng trong các bộ cảm biến khí và phosphor phát quang và có thể được áp dụng cho lớp phủ điện môi cho pin mặt trời. Oxide ổn định này cũng cho thấy tiềm năng cho Oxide dẫn điện cực tím cực tím, và các ứng dụng bóng bán dẫn
Màng mỏng Ga2O3 có tính thương mại là vật liệu nhạy cảm với khí ga và Ga2O3. Chiếu hình là một thủ tục có thể được sử dụng để xác định các chức năng quang học của β-Ga2O3.
β-Gali(III) Oxide được sử dụng trong sản xuất chất xúc tác Ga2O3–Al2O3.